# Zona Franca (metrostation)
Zona Franca is een metrostation aan lijn 10 (lijn 10 Sud) van de Metro van Barcelona.
Het station ligt aan de toegangsweg van de Zona Franca industriezone in het district Sants-Montjuïc, tevens de toegang tot een aantal dokken en kaden van de haven van Barcelona.
Het metrostation deelt dezelfde lay-out als de drie meer zuidelijk gelegen stations aan dezelfde lijn Port Comercial - La Factoria, Ecoparc en ZAL - Riu Vell, samen de enige vier bovengrondse stations van de metro van Barcelona, ingepland op een spoorviaduct. Het station ligt aan een betonnen dubbel viaduct – een voor elke rijrichting, 6,5 meter hoog. In het midden van de twee viaducten ligt het eilandperron, 10 meter breed en 120 meter lang. Zona Franca ligt driehonderdzestig meter ten zuidwesten van de tunnelmond van de metrotunnel die de rest van lijn 9 vormt.
Bij de inhuldiging van het station op 1 februari 2020 was Zona Franca het allereerste station van de metro van Barcelona dat bovengronds was gelegen. Van februari 2020 tot november 2021 was dit station de zuidelijke terminus van lijn 10 Sud.
Lijn 10 Zuid
ZAL | Riu Vell · 
Ecoparc · Port Commercial | La Factoria · Zona Franca · Foc · Foneria · Ildefons Cerdà | Ciutat de la Justícia · Provençana · Can Tries | Gornal · Torrassa · Collblanc
Lijn 10 Noord
La Sagrera · Onze de Setembre · Bon Pastor · Llefià · La Salut · Gorg